# 4-й Щипковский переулок
Четвёртый Щипко́вский переу́лок — улица в центре Москвы в районах Замоскворечье и Даниловском между 1-м Щипковским переулком и Дубининской улицей.

## История
Щипковские переулки названы так в XIX веке по улице Щипок. В свою очередь, улица Щипок получила своё название по располагавшейся рядом таможенной заставе Земляного города, где провозившиеся в Москву товары тщательно проверяли, для чего щипали или щупали специальными приспособлениями. Сейчас сохранились три переулка: 1-й, 2-й и 4-й. 3-й Щипковский в 1922 году был переименован в Партийный переулок.

## Описание
4-й Щипковский переулок — самый короткий из Щипковских, всего 170 м. Он начинается от 1-го Щипковского и, проходя на юго-восток, соединяет его с Дубининской улицей. По переулку проходит граница между Замоскворечьем и Даниловским районом. Домов по переулку не числится.